# Multidentorhodacarus sublapideus
Multidentorhodacarus sublapideus är en spindeldjursart som först beskrevs av Ryke 1962.  Multidentorhodacarus sublapideus ingår i släktet Multidentorhodacarus och familjen Rhodacaridae. Inga underarter finns listade i Catalogue of Life.